# Физиотерапия
Физиотерапията е здравна професия, използваща с терапевтична и профилактична цел физически упражнения и природни фактори в сложния процес на възстановяване на здравето, физическото състояние и работоспособността на пациентите и хората с увреждания. Тя е неразделна част от медицинската рехабилитация и се използва във всичките ѝ периоди и етапи. Включва кинезиология, миостимулация, ударно-вълнова терапия, ставна мобилизация и лекува хронична или остра болка, наранявания на меките тъкани, увреждане на ставния хрущял, артрит, нарушения в походката и физическа неспособност, обикновено с опорно-двигателен, кардиопулмонален, неврологичен или ендокринологичен произход. Физиотерапията се използва за подобряване на физическите функции на пациента чрез физически прегледи, диагноза, прогноза, физическа интервенция, рехабилитация и обучение. Практикува се от физиотерапевти.
Освен клинична практика, физиотерапевтичната професия включва и други дейности, като например образование, консултации и администрация. Физиотерапията се предлага като първично лечение заедно с други медицински услуги. В някои юрисдикции, физиотерапевтите имат правото да изписват лекарства.

## История
Хипократ и по-късно Гален вероятно са били първите физиотерапевти, застъпвайки се за масажа, мануалната терапия и хидротерапията за лечение на хора към 460 г. пр.н.е. След развиването на ортопедията през 18 век, се появяват машини за лечение на подагра и подобни заболявания чрез систематични упражнения на ставите.
Най-ранната засвидетелствана професионална физиотерапия датира от времето на шведа Пер Хенрик Линг, който основава институт по гимнастика през 1813 г. за ставна манипулация и упражнения. През 1894 г. четири британски медицински сестри основават дружество за физиотерапия. Още от зараждането на професията, гръбначната манипулативна терапия е част от физиотерапевтичната практика.
Съвременната физиотерапия се оформя към края на 19 век, поради събития, имащи влияние на глобално ниво, които изискват бърз напредък във физическата терапия. По време на Първата световна война са набирани и обучавани жени, които да прилагат лечебни упражнения и да възстановяват физическите функции на ранените войници. Първото изследване на тема физиотерапия е публикувано през март 1921 г. в САЩ.
До 1940-те години лечението включва главно упражнения, масаж и разтягане. В началото на 1950-те години започват да се практикуват манипулативни процедури върху гръбнака и ставите на крайниците. Към средата на 1950-те години физиотерапията вече е често срещана практика в болниците в Европа и Северна Америка.